# Aloe neilcrouchii
Aloe neilcrouchii ist eine Pflanzenart der Gattung der Aloen in der Unterfamilie der Affodillgewächse (Asphodeloideae). Das Artepitheton neilcrouchii ehrt den südafrikanischen Ethnobotaniker Neil R. Crouch.

## Beschreibung

### Vegetative Merkmale
Aloe neilcrouchii wächst stammbildend und sprosst hauptsächlich aus der Basis. Die niederliegenden bis aufrechten Stämme erreichen eine Länge von bis zu 95 Zentimeter und sind 9 Zentimeter dick. Die aufsteigend-ausgebreiteten, deltoiden bis eiförmig-lanzettlichen Laubblätter bilden eine dichte Rosette. Die grüne Blattspreite ist bis zu 43 Zentimeter lang und bis zu 13,5 Zentimeter breit. Die Blattoberfläche ist auf beiden Seiten mit zahlreichen, verlängerten, weißen, etwas warzigen Flecken besetzt. Die weißlichen Zähne am schmalen, knorpeligen, weißlichen Blattrand sind 1 bis 2 Millimeter lang und stehen 2 bis 5 Millimeter voneinander entfernt. Der klare Blattsaft trocknet klar und ist nicht bitter.

### Blütenstände und Blüten
Der einfache, aufrechte Blütenstand erreicht eine Länge von 60 bis 80 Zentimeter. Die kopfigen Trauben sind etwa 12 Zentimeter lang und 10 Zentimeter breit. Die lanzettlich zugespitzten, blass weißlichen Brakteen weisen eine Länge von etwa 30 Millimetern auf und sind 7 Millimeter breit. Die lachsrosafarbenen, grün gespitzten Blüten stehen an 30 bis 45 Millimeter langen Blütenstielen. Die Blüten sind etwa 45 Millimeter lang. Auf Höhe des Fruchtknotens weisen sie einen Durchmesser von 10 bis 13 Millimeter auf. Darüber sind die Blüten zur Mündung auf etwa 7 Millimeter verengt. Ihre äußeren Perigonblätter sind fast nicht miteinander verwachsen. Die Staubblätter ragen nicht oder kaum und der Griffel ragt etwa 5 Millimeter aus der Blüte heraus. Die Blütezeit reicht vom Dezember bis in den Februar.

### Früchte und Samen
Die Früchte sind verlängerte, hellgrüne bis gelblichgrüne Kapseln. Sie sind 40 bis 45 Millimeter lang und etwa 22 Millimeter breit. Die Kapselfrüchte enthalten kantige, schwarze Samen von 3 Millimeter Länge und 2 Millimeter Breite. Sie besitzen halbdurchsichtige, hellbraune Flügel, die etwa 1 Millimeter breit sind.

## Systematik und Verbreitung
Aloe neilcrouchii ist in der südafrikanischen Provinz KwaZulu-Natal auf südostwärts gerichteten Hängen im felsigen Grasland verbreitet. Am Typusfundort bei Karkloof in den KwaZulu-Natal Midlands wächst sie vergesellschaftet mit Agapanthus campanulatus, Alepidea cordifolia, Blechnum inflexum, Senecio oxyriifolius und Merwilla plumbea.
Die Erstbeschreibung durch Ronell R. Klopper und Gideon F. Smith wurde 2010 veröffentlicht.

## Nachweise